# Thomas Zöller (Politiker)
Thomas Zöller (* 1968) ist ein deutscher Politiker (Freie Wähler). Er ist seit Oktober 2023 Abgeordneter im Bayerischen Landtag.

## Lebenslauf
Zöller ist von Beruf Maschinenbautechniker. 
Er ist verheiratet und hat zwei erwachsene Töchter.

## Politik
Er war seit Mai 2008 Bürgermeister von Mönchberg; das Amt gab er mit der Wahl in den Landtag im Oktober 2023 auf. Er ist außerdem Kreisrat im Landkreis Miltenberg und war bis Oktober 2023 Bezirksrat im Bezirk Unterfranken. 
Bei der Landtagswahl in Bayern am 8. Oktober 2023 erreichte er als Direktkandidat im Stimmkreis Miltenberg mit 16,0 % die drittmeisten Stimmen. Im Wahlkreis Unterfranken erreichte er das drittbeste Ergebnis seiner Partei, die auf insgesamt drei Mandate kam; er zog damit in den Landtag ein.

## Ehrenamt
Zöller ist bei den Freien Wählern Unterfranken der Vorsitzende des Bezirksverbandes und der stellvertretende Vorsitzende der Bezirksvereinigung.